# ポール・デュ・シャイユ

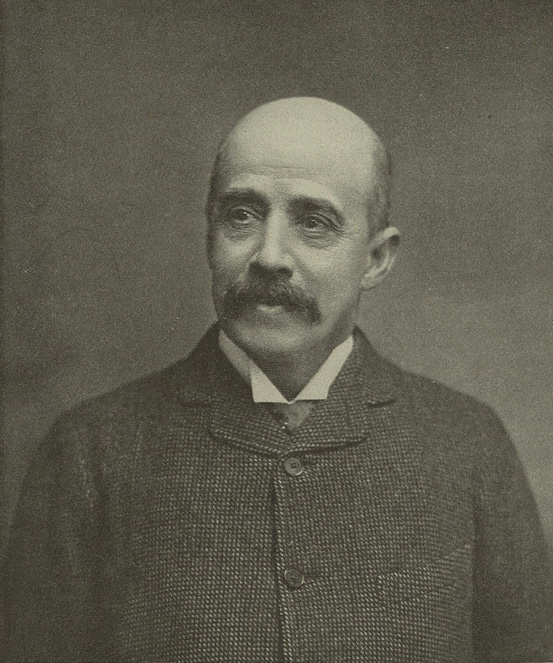
ポール・デュ・シャイユ

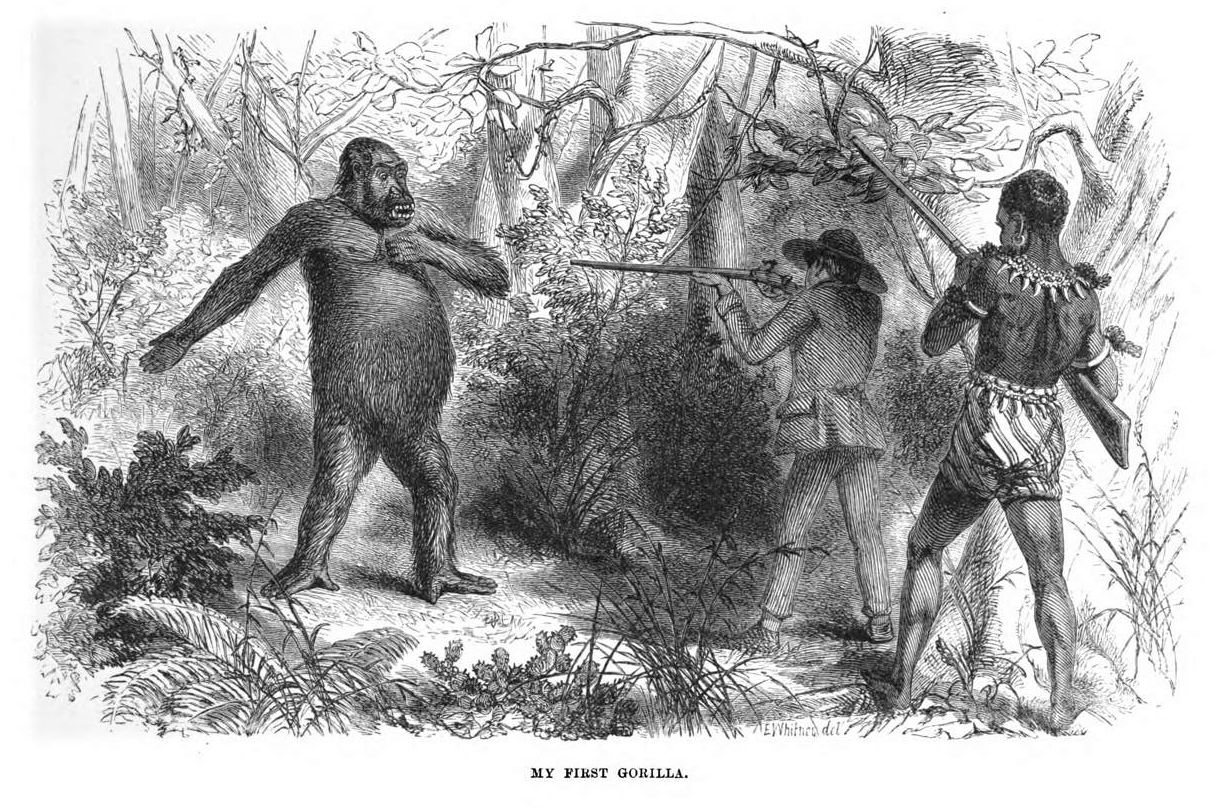
1890年の出版物に描かれたゴリラに遭遇したデュ・シャイユの絵

ポール・デュ・シャイユ（Paul Belloni du Chaillu、1831年7月31日 (異説あり)  - 1903年4月29日）は、フランス系アメリカ人の探検家、民俗学者である。1860年代に中央アフリカからゴリラの標本をヨーロッパに送り有名になった。ピグミーの報告も行い、後に北欧の先史時代の研究も行った。

## 生涯
生地、生年には諸説あり、生年については1831年、1835年、1839年の説があり、生まれた場所についてもパリ、レユニオン島、アメリカ合衆国のルイジアナ州などの説がある。パリの商人に雇われた父親とともに、少年の頃、西アフリカに渡り、ガボンで宣教師から教育を受け、アフリカの自然や言語に興味を持った。1855年にフィラデルフィア自然科学アカデミーが1855年に企画したアフリカ探検に参加し、1859年まで、西アフリカの赤道地域を探検し、オゴエ川流域とガボンの河口地域の知識を得た。1856年から1859年の旅行の間に、多くのゴリラを観察した。当時のヨーロッパではゴリラの存在は紀元前5世紀のカルタゴの航海者ハンノの不正確な記述でのみ知られ、いくつかの骨が存在していただけであった。ゴリラの死骸を持ち帰り、ゴリラを最初に見た白人であると主張した。ゴリラの生態に関しては、詳しく調べたわけではないにも拘らず、獰猛であり、悪夢のような動物である、とした。
1863年から1865年の間、再び探検を行い、アフリカの森林に生息するピグミーの先史時代を確認し、報告した。ロンドンの自然史博物館にゴリラの標本を売り、他のヨーロッパの収集家に "人食いの頭蓋骨"を売却した。 両方の遠征記録は『赤道アフリカの探検と冒険』（"Explorations and Adventures in Equatorial Africa, with Accounts of the Manners and Customs of the People, and of the Chace of the Gorilla, Crocodile, and other Animals"）と『アシャンゴ族の国への旅』（"A Journey to Ashango-land, and further penetration into Equatorial Africa"）として出版された。1865年アシャンゴ族の国での経験を 『小人の国』（"The Country of the Dwarfs"）として1872年に出版した。
ニューヨーク、ロンドン、パリなどで講演旅行を行った。デュ・シャイユの報告については異議があったが、受け入れられるようになったが、ブリタニカでは著書の内容の一部に否定的な記述がなされた。
アメリカに住むようになってからアフリカの経験を書いた少年向けの読み物を書いた。その後興味を北欧に転じ、1917年に北ノルウェーを訪れた後、スウェーデン、ノルウェー、ラップランド、北フィンランドの風習や古美術品の研究を行った。1881年に『白夜の国』（"The Land of the Midnight Sun"）を発表し、1889年に研究書、『バイキングの時代』（"The Viking Age"）を出版した。1900年に『長い夜の国』（"The Land of the Long Night"）を出版した。 サンクトペテルブルク訪問中に病没した。

## 著書
- Explorations and Adventures in Equatorial Africa. J. Murray, London 1861
- A journey to Ashango-Land and further penetration into Equatorial Africa. John Murray, London 1867
- My Apingi kingdom : with life in the great Sahara. London 1870
- The country of the dwarfs. London 1872
- World of the great forest. London 1902